# کارکس هترنورا
کارکس هترنورا (نام علمی: Carex heteroneura) نام یک گونه از سرده جگن است.